# Wierchniaja Trojca
Wierchniaja Trojca (ros. Верхняя Троица) — wieś w Rosji, obwodzie twerskim, rejonie kaszyńskim, siedziba osiedla wiejskiego. Położona nad Miedwiedicą 30 km na zachód od Kaszynu, 85 na północny wschód od Tweru. Liczba ludności 697 osób (2010).
Wieś położona jest nad niskim brzegiem rzeki, zagospodarowanym na łąki pastewne, wśród lasów sosnowych. Zabudowania skupione przy drodze Kaszyn — Kalazin z mostem na Miedwiedicy. Pełni funkcje rolnicze i hodowlane oraz turystyczno-rekreacyjne.

## Historia
Wieś należała do klucza dóbr Tetkowo (odległego 1 km), należącego do rodziny Morduchaj-Boltowskich. W 2. poł. XIX w. należała do gminy Jakowlew, ujezdu korczewskiego, guberni twerskiej. W 1859 liczyła 214 mieszkańców. Pod koniec XIX w. uruchomiono szkołę podstawową.
Po 1920 we wsi funkcjonowało kolektywne gospodarstwo rolne. W 1931—1935 z inicjatywy pochodzącego ze wsi Michaiła Kalinina rozbudowano szkołę, mieszcząc w niej oddziały dla wszystkich klas cyklu kształcenia i bibliotekę. W 1948 uruchomiono Muzeum Michaiła Kalinina.
W 60. XX w. oddano do użytku dom wypoczynkowy.